# Nordfriesland

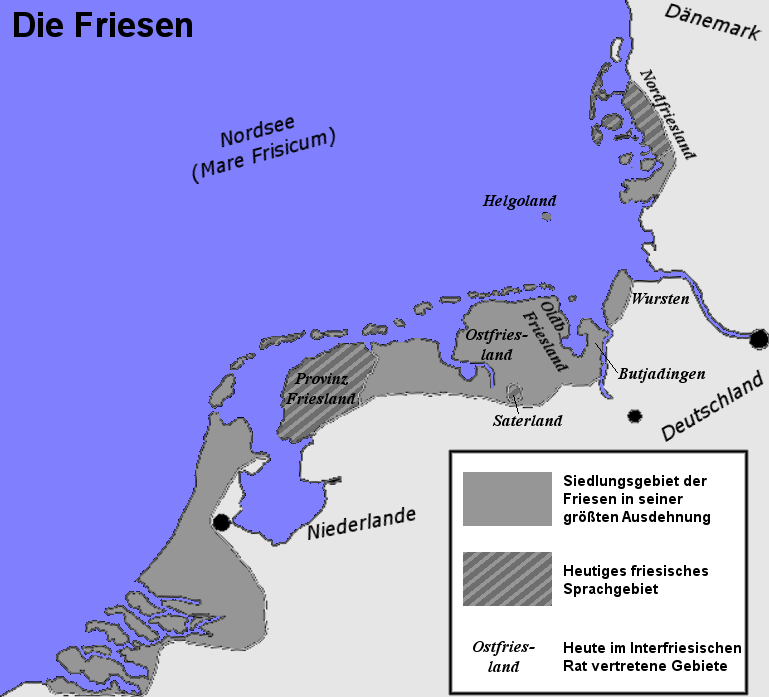
Nordfriesland ist der nördlichste Teil des friesischen Siedlungsgebiets

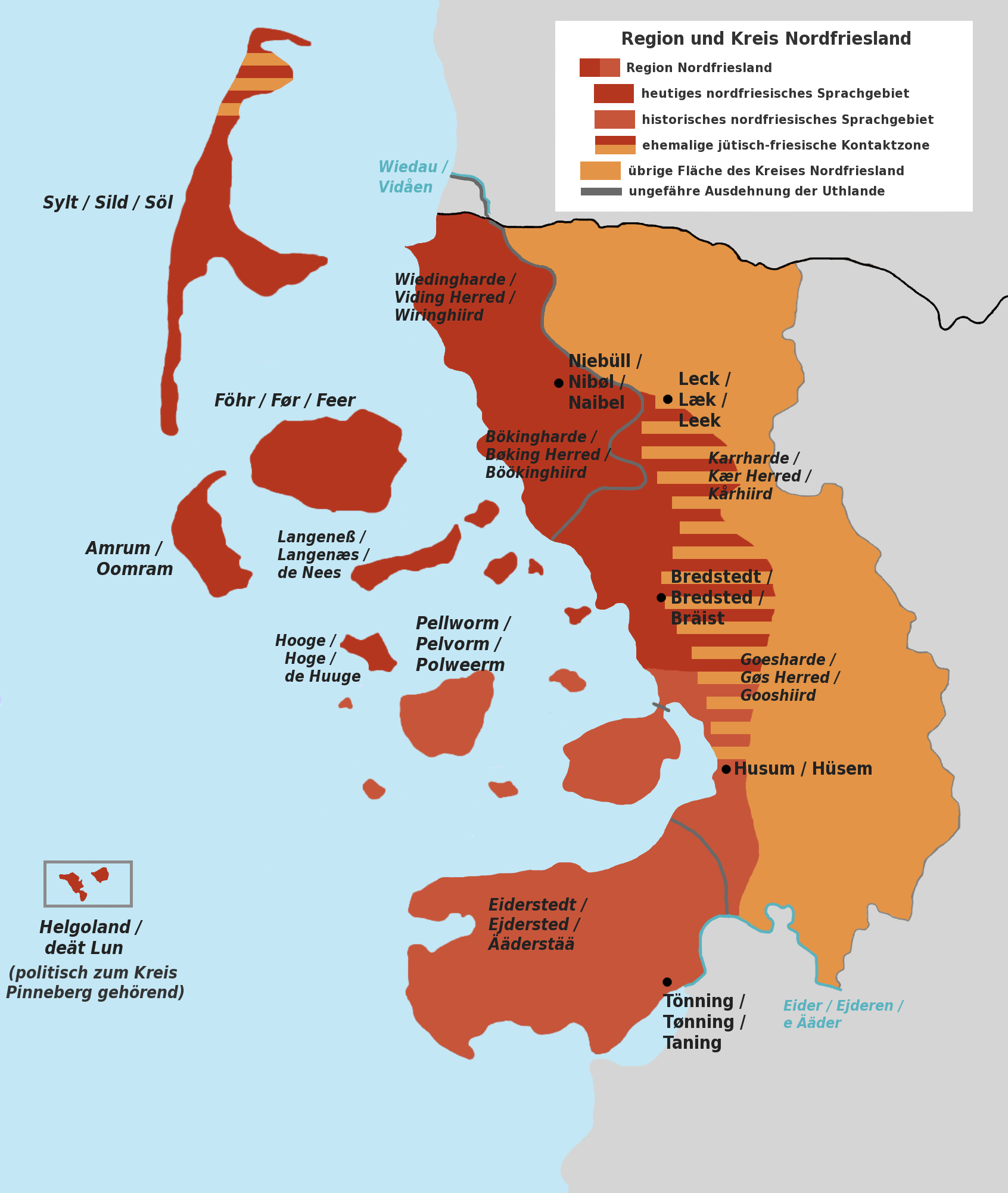
Unterschied zwischen der Region (rot) und dem größeren Kreis, der über das eigentliche nordfriesische Besiedlungsgebiet hinausragt. Helgoland ist Teil des Kreises Pinneberg.

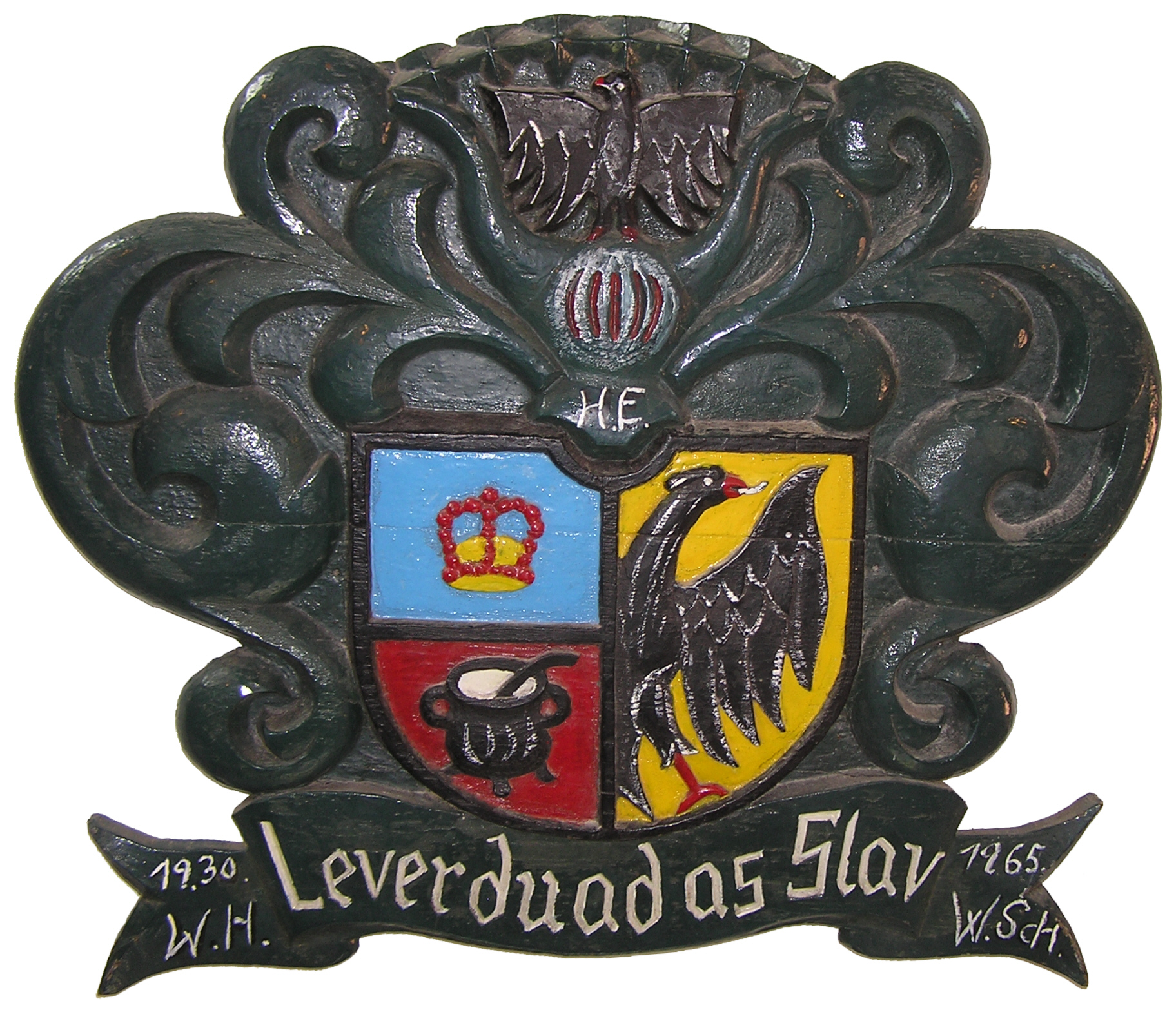
Das Wappen der Nordfriesen nach Vorstellungen von Christian Feddersen mit dem Leitspruch »Lever duad as Slav« (Lieber tot als Sklave)

Flagge Nordfrieslands

Nordfriesland (nordfriesisch Nordfraschlönj, Nordfriislon, Nuurdfriisklun u. a.; plattdeutsch Noordfreesland; dänisch Nordfrisland) ist eine Region im Nordwesten von Schleswig-Holstein.
Die Region wurde in zwei Einwanderungsschüben um etwa 800 und 1100 von friesischen Siedlern besiedelt. Diese verstanden sich in Abgrenzung gegenüber den anderen Frieslanden als Nordfriesen. Die Region besteht aus den nordfriesischen Inseln und Halligen sowie dem Küstenstreifen zwischen Eider und deutsch-dänischer Grenze. Historisch umfasst die Region die Uthlande, angrenzende Teile der Goesharden und der Karrharde sowie die Insel Helgoland.
Die Region besaß lange Zeit kein eigentliches Zentrum und unterstand bis 1864 entweder unmittelbar dem Königreich Dänemark oder dem Herzogtum Schleswig. Erst seit dem Jahr 1970 ist Nordfriesland in Form des Kreises Nordfriesland juristisch mit einer eigenen Rechtspersönlichkeit ausgestattet, wobei Kreis und Region nicht deckungsgleich sind. So ist die Region etwa ein Drittel kleiner als das Kreisgebiet, das auch Teile der jütisch-dänisch besiedelten Schleswigschen Geest und Teile Stapelholms umfasst. Helgoland hingegen kam als friesische Insel zum Kreis Pinneberg.

## Geographie
Das nordfriesische Festland hat Anteil an der Geest und – vor allem – der fruchtbaren Marsch, insbesondere auf der Halbinsel Eiderstedt und zwischen Husum und der dänischen Grenze. Die Marschgebiete sind eingedeicht. Die Geestgebiete liegen größtenteils weiter östlich; sie reichen bei Schobüll jedoch bis an die Brandungszone des nordfriesischen Wattenmeeres heran. An das Festland angelagert ist die Hamburger Hallig, die einen Halligcharakter aufweist, jedoch (bei normalem und darunter liegendem Gezeitenverlauf) über das Vorland fußläufig erreicht werden kann. Nördlich von Eiderstedt liegen zahlreiche Inseln im Wattenmeer. Auch die vom übrigen Nordfriesland weit entfernte Insel Helgoland zählt zur Region Nordfriesland.
Vier Inseltypen lassen sich unterscheiden:
- Die Geestkerninseln Sylt, Föhr und Amrum. Unter Geest versteht man eiszeitliche Ablagerungen, wie sie im schleswig-holsteinischen Mittelrücken von Norden nach Süden vorkommen; sie sind stark ausgewaschen und weniger fruchtbar als die Marsch. Die Geestkerne sind Reste des großen „Westlandes“, das bis in die Gegenwart abgetragen und abgespült worden ist.
- Die Marscheninsel Pellworm und die frühere Marscheninsel Nordstrand bestehen aus eingedeichtem Marschland, das aus Ablagerungen des Meeres aufgebaut ist. Nordstrand ist heute eine Halbinsel.
- Die Halligen Langeneß, Hooge, Oland, Gröde, Habel, Norderoog, Nordstrandischmoor, Süderoog und Südfall. Die Halligen bestehen, wie der Untergrund der Köge und Marschinseln, aus Meeresablagerungen, sind aber nicht eingedeicht oder nur von niedrigen Sommerdeichen umgeben. Dadurch sind sie der Überflutung ausgesetzt und als Folge davon überwiegend nur viehwirtschaftlich nutzbar. Dagegen kann auf dem eingedeichten Marschland der Köge und Marscheninseln auch Ackerbau betrieben werden.
- Die Felseninsel Helgoland unterscheidet sich geologisch deutlich von den übrigen Inseln.

## Geschichte
Die Geschichte Nordfrieslands als politische Einheit beginnt eigentlich erst mit der Kreisreform von 1970, denn zuvor bestand kein politisch einheitliches Gebilde. Bis zum Jahr 1864 war die Geschichte des heutigen Kreises als Königliche Enklaven oder als Teil des Herzogtums Schleswig eng mit der des Königreiches Dänemark verbunden. Zeitweise übten auch die Niederländer großen Einfluss aus, allerdings fast nur in den Marschgebieten.

### Vorgeschichte

#### Steinzeit und Bronzezeit
Besonders auf der Sylter Geest, aber auch auf dem Festland verraten zahlreiche Großsteingräber und diverse Kleinfunde frühe Besiedlung. In der Jungsteinzeit war besonders das inzwischen durch den steigenden Meeresspiegel vom Festland abgeschnittene Sylt dicht besiedelt.
In der Bronzezeit profitierte Nordfriesland vom Handel. Eine bevorzugte Handelsware war der Bernstein, für den Nordfriesland wohl eine Art Monopol hatte. Reiche Grabbeilagen auf den Inseln sprechen für großen Wohlstand zumindest der Oberschicht, eine hoch entwickelte Kultur und beachtliches handwerkliches Geschick. Sogar Luxusgegenstände der süddeutschen Hallstattkultur fanden ihren Weg bis nach Amrum. Die einfache Bevölkerung lebte von Ackerbau und Viehzucht.

#### Eisenzeit
Die Eisenzeit begann in Nordeuropa tausend Jahre später als im Vorderen Orient. Das Eisen wurde mit Hilfe von Holzkohle aus Raseneisenstein gewonnen, das zum Beispiel auf dem Stollberg vorkommt.
Zu dieser Zeit, ab 500 v. Chr., geriet der Norden mehr und mehr in eine kulturelle Isolation. Der Handel kam zum Erliegen, die Verschlechterung des Klimas und die Zunahme von Sturmfluten zwang die Bevölkerung der Marschgebiete zur Abwanderung (vergleiche die Züge der Kimbern und Teutonen).
In der Völkerwanderungszeit kam es zu einer weiteren Entvölkerung. Man kann davon ausgehen, dass die damalige Bevölkerung Nordfrieslands gemeinsam mit den Angeln an der Eroberung Englands mitwirkte. Jedenfalls finden sich aus dem 6. und 7. Jahrhundert keine einwandfrei gesicherten Siedlungsfunde.

### Besiedlung durch Friesen und Jüten und Beziehungen zu Dänemark

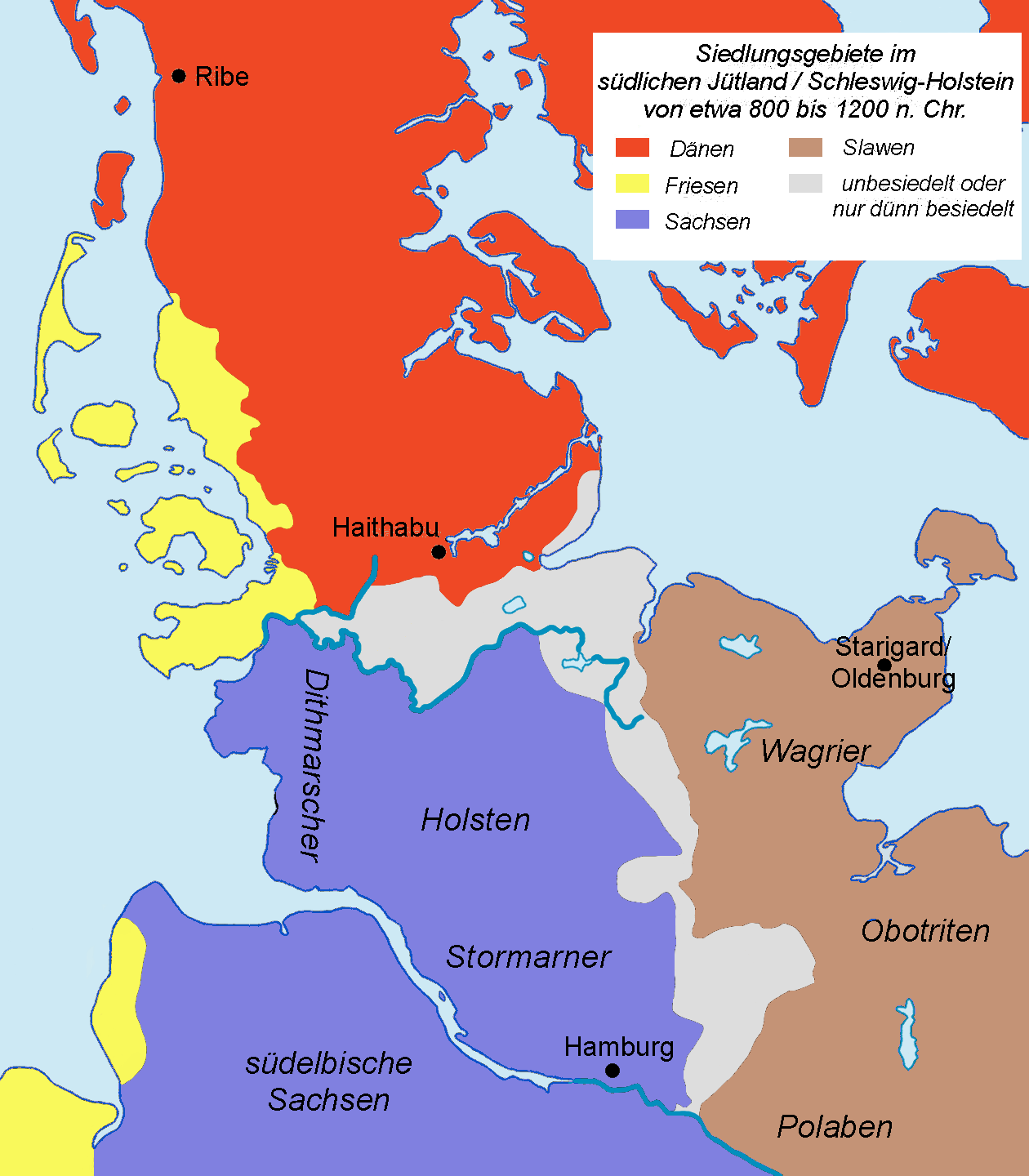
Friesische Besiedlung der Südwestküste Schleswigs/Südjütlands in der Wikingerzeit (in gelb)

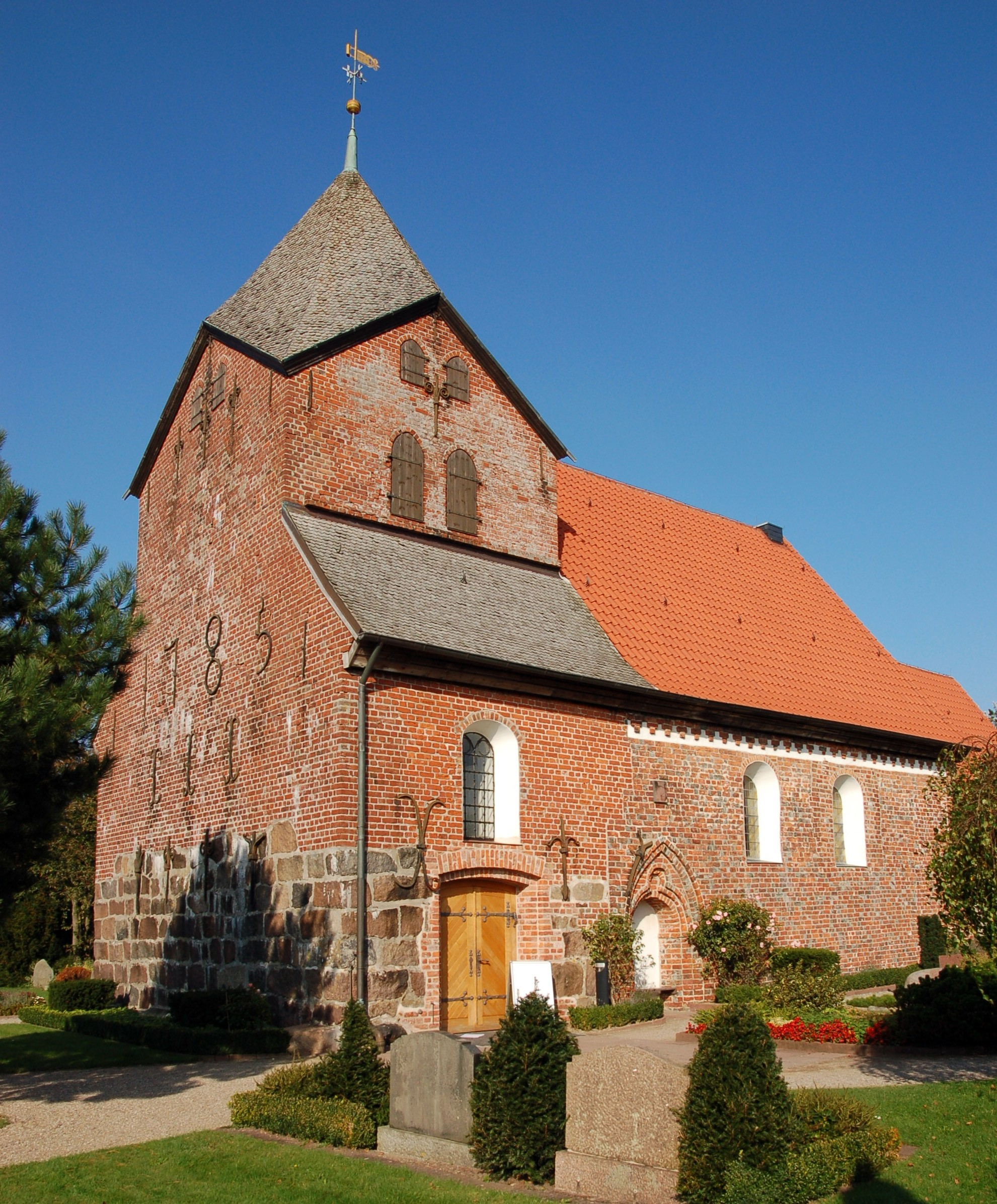
Das „Kirchlein am Meer“ in Schobüll geht wahrscheinlich zurück auf das 13. Jahrhundert und liegt als wichtige Landmarke weit sichtbar auf einer Anhöhe.

Ab etwa 700 besiedelten über die Nordsee kommende Friesen die Nordfriesischen Inseln Sylt, Amrum und Föhr und in einer zweiten Siedlungswelle um 1100 das weitgehend menschenleere Marschgebiet zwischen Eider und Vidå (Wiedau). Die Geestgebiete waren bereits nach der Völkerwanderung von dänischen Jüten besiedelt worden. Auch auf den späteren Inseln, zumindest auf Amrum und Föhr, muss mit einem nordischen Bevölkerungsanteil gerechnet werden, der jedoch nach der friesischen Zuwanderung größtenteils assimiliert wurde. Funde, die auf enge Verbindungen ins Kerngebiet der Friesen an der Rheinmündung und auf friesische Besiedlung Nordfrieslands hinweisen, stammen aus dem 8. Jahrhundert und beschränken sich vor allem auf die Geestinseln und Eiderstedt. Die Quellen weisen für diese Zeit zahlreiche Kontakte zwischen Friesen und Dänen aus, lassen aber nur indirekte Rückschlüsse darauf zu, dass damit auch Bewohner Nordfrieslands gemeint seien.
Um 1100 weiten sich die Besiedlungsspuren deutlich aus und erreichen auch größere Gebiete des heutigen Kreises. Offenbar kämpften zahlreiche Friesen mit den dänischen Königen. Die erste urkundliche Erwähnung der Nordfriesen geht auf das Jahr 1200 zurück, in dem Saxo Grammaticus eine ausführliche Beschreibung „Kleinfrieslands“ gab. Diese stand im Zusammenhang mit dem Konflikt zwischen dem dänischen König Sven II. und seinem Gegenkönig Knut, in dem die Friesen Knut unterstützten und südlich von Husum eine Burg erbauten, die Sven aber erstürmen konnte. Nach den großen Sturmfluten im 14. und 15. Jahrhundert siedelten sich Friesen auch am Rande der Schleswigschen Geest an.
Die folgenden Jahrhunderte waren von Kooperation und Konflikt gekennzeichnet. Während Friesen im dänischen Heer dienten und beispielsweise Waldemar II. in der 1227 verlorenen Schlacht bei Bornhöved gegen Holsteiner und Hansestädte unterstützen, gab es zahlreiche Konflikte um Steuern und Abgaben. Die Friesen selbst betrachteten sich als weitgehend unabhängig von Dänemark. Die friesisch besiedelten Harden waren im Mittelalter in den Uthlanden zusammengeschlossen und besaßen eine eigenständige Rechtspraxis, die auf dem Gewohnheitsrecht basierte und erst 1426 mit der Siebenhardenbeliebung und der Krone der rechten Wahrheit schriftlich fixiert wurde. In den Harden auf der Geest galt seit 1240 das kodifizierte Jütische Recht. Bereits Mitte des 12. Jahrhunderts wurde rechtlich zwischen den in den Uthlanden siedelnden Königsfriesen und den auf dem Geestrand innerhalb des Idstedter Syssels siedelnden Herzogs- oder Sysselfriesen unterschieden. In den späteren königlichen Enklaven fand seit 1435 immer stärker dänisches Recht Anwendung. Das in Nordfriesland geltende Deichrecht, auch als Spadelandsrecht, entstand sukzessive seit 1459 und wurde 1556 kodifiziert.
Im 13. Jahrhundert war Nordfriesland vergleichsweise reiches Land. Die Friesen betrieben Deichbau und Landwirtschaft. Wirtschaftlich wichtigstes Gut war aber Salz, das durch Torfverbrennung in den Uthlanden gewonnen wurde. So regelte bereits das Schleswiger Stadtrecht von 1150 den Einfuhrzoll auf Salz aus den Uthlanden.

### Einwanderung aus den Niederlanden

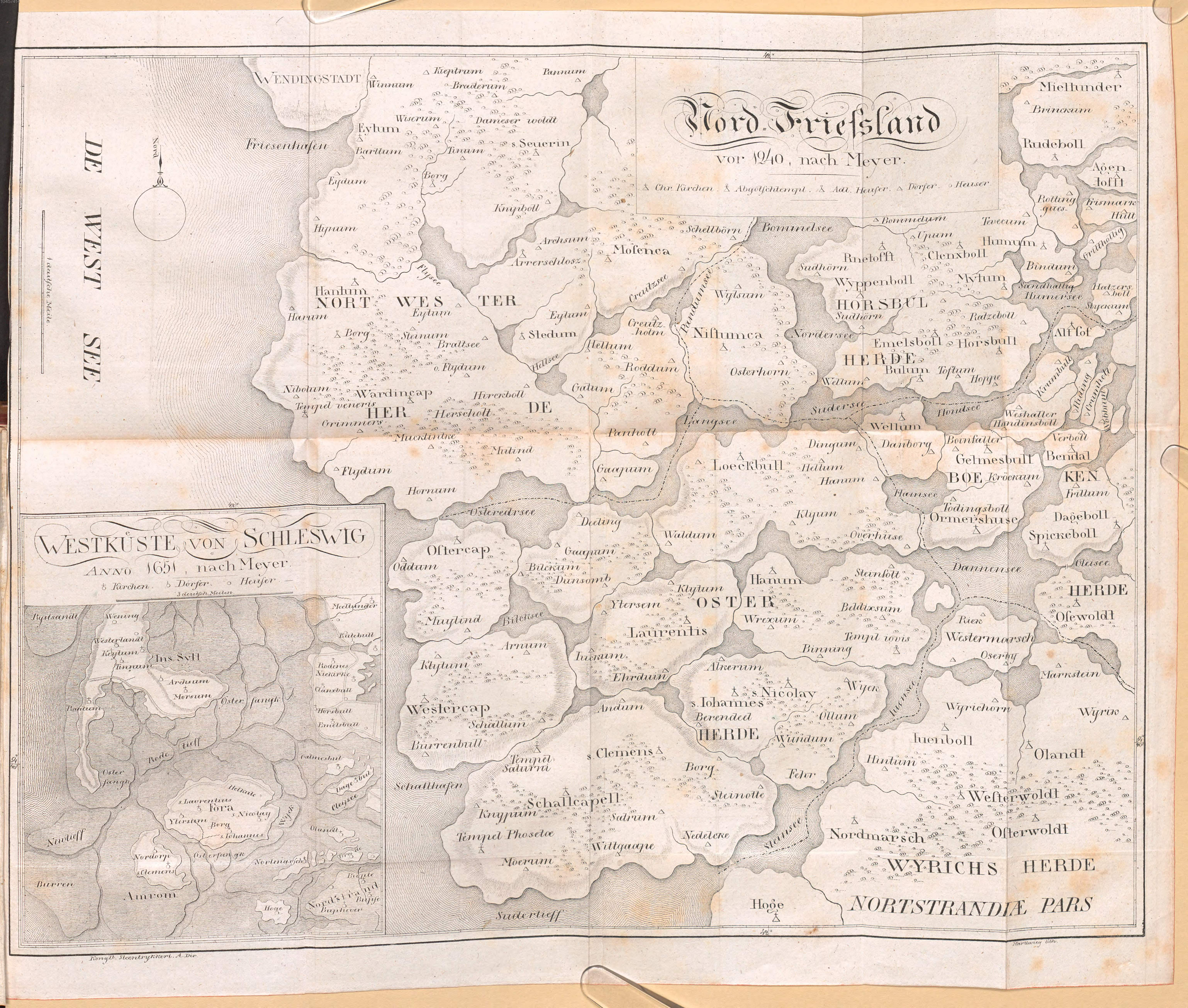
Karte der nördlichen Uthlande vor 1240 (Hauptkarte)

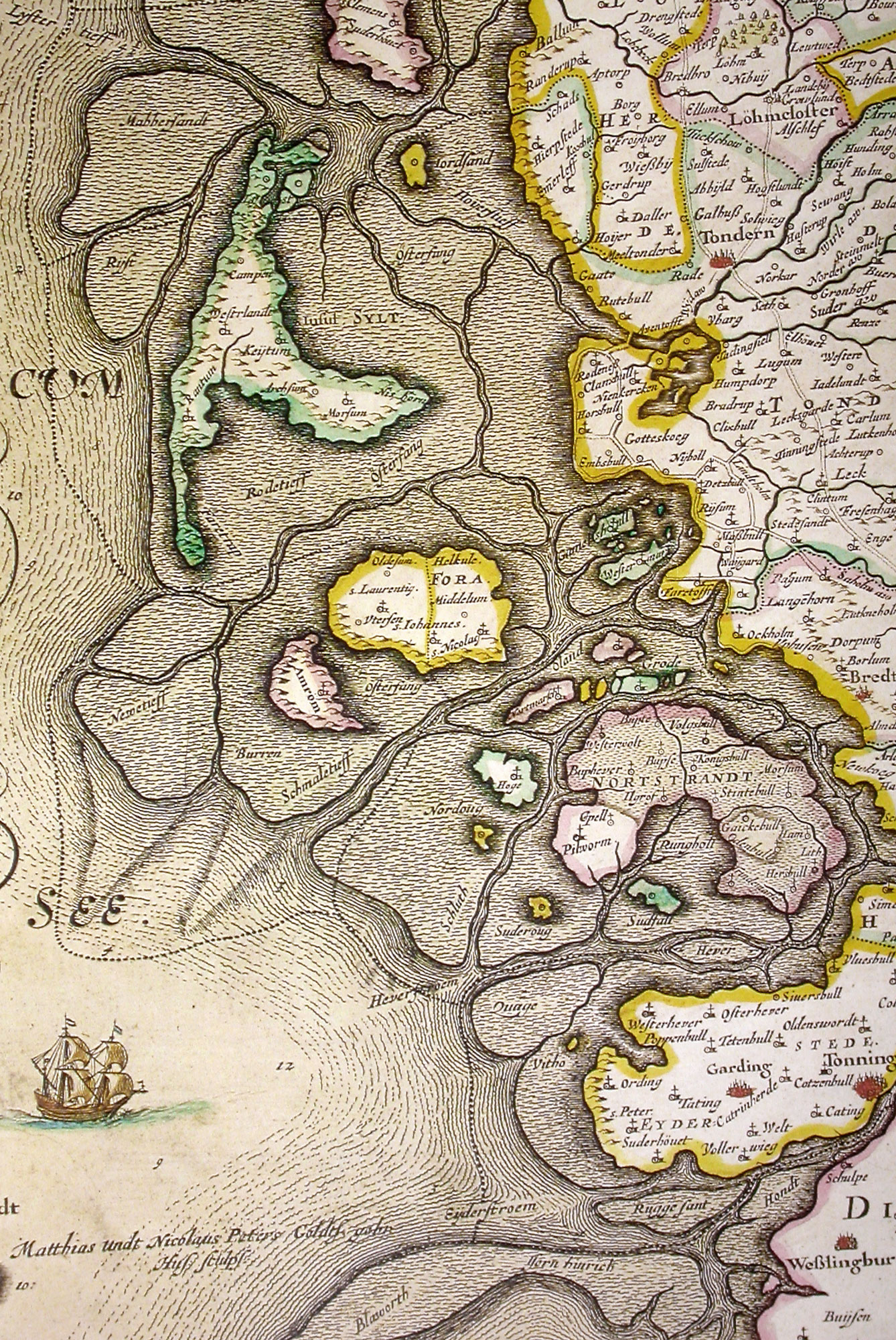
Karte der nordfriesischen Inseln des Amsterdamers Johannes Blaeu, 1662

Eine bedeutsame Einwanderungswelle aus den Niederlanden erfolgte in der Zeit zwischen der Reformation und dem Ende des Dreißigjährigen Krieges. Die Niederlande stiegen in dieser Zeit zur Seemacht auf; die reichen Marschböden der schleswig-holsteinischen Westküste lockten Händler und Siedler an. Gleichzeitig sorgten religiöse Spannungen und die Auswirkungen des Dreißigjährigen Krieges dafür, dass viele Niederländer ihre Heimat verließen. In Schleswig-Holstein wurden ihnen großzügige Toleranzedikte erlassen; der Krieg selbst streifte das Land nur. Auf Nordstrand siedelten sich Katholiken, auf Eiderstedt Mennoniten (Täufer) und im (außerhalb des eigentlichen friesischen Besiedlungsgebietes) neu gegründeten Friedrichstadt neben erstgenannten Gruppen vor allem Remonstranten an.
Die Niederländer brachten eine Vielzahl von technischen Innovationen mit sich. Sie revolutionierten geradezu Deichbau und Entwässerung und machten so weite Landstriche erst wieder bewohn- und landwirtschaftlich nutzbar. Sie führten mit bedeutenden wirtschaftlichen Folgen die Käseproduktion im großen Stil ein; zeitweise hieß es, auf der Halbinsel Eiderstedt gebe es mehr Silber als Eisen und man esse dort mit goldenem Besteck von goldenen Tellern. Hauptgrund dafür waren die drei Millionen Pfund Käse, die im 17. Jahrhundert in guten Jahren Eiderstedt über den Hafen in Tönning verließen.
Der Haustyp des Haubargs und die Holländerwindmühlen stammen ursprünglich aus den Niederlanden. Ebenfalls mit den Niederländern kamen die Grundlagen aller modernen Seedeiche: Die Böschungen wurden wesentlich flacher und boten so besseren Schutz gegen Deichbruch. Die Unterkante wurde durch Stroh gesichert und nicht mehr durch Holz.

### Nordfriesland in der Neuzeit
Nach der Teilung der Herzogtümer 1544 verblieb die Nordergoesharde als königlicher Anteil beim dänischen König, während die Südergoesharde und die Landschaft Eiderstedt an den in Gottorf residierenden Herzog Adolf I. und Nordstrand, Sylt, Osterland-Föhr und der zum Amt Tondern gehörende Nordteil des nordfriesischen Festlandes an den in Hadersleben residierenden Herzog Johann den Älteren fielen. Nach dessen Tod kam dessen Anteile in Nordfriesland 1581 ebenfalls an das Gottorfer Herzogshaus. Amrum, Westerland-Föhr und Listland auf Sylt verblieben als königliche Enklaven direkt dem Königreich unterstellt.
Die nordfriesischen Marschgebiete waren vor allem für die Gottorfer von großer wirtschaftlicher Bedeutung. Unter ihnen wurden zahlreiche Eindeichungsmaßnahmen betrieben und in Husum und Tönning jeweils repräsentative Schlösser errichtet. Eine regionale Besonderheit in Nordfriesland war das gewohnheitsrechtlich anerkannte Stavenrecht. Jedoch hatte das Land auch unter den vielen Kriegen im 16. und beginnenden 17. Jahrhundert und entsprechenden Einquartierungen fremder Truppen zu leiden. Nach dem Großen Nordischen Krieg 1721 fielen die Gottorfer Anteile wieder an den dänischen König.
Ein entscheidender Einschnitt in der Geschichte Nordfrieslands war die Zweite Grote Mandränke im Oktober 1634, die tausende von Todesopfern forderte und unter anderem die Insel Strand in mehrere Teile zerriss. Wirtschaftlich machte sich seit Mitte des 17. Jahrhunderts vor allem der Walfang und später auch die Handelsschifffahrt geltend. Nordfriesen heuerten vor allem auf niederländischen, aber auch auf Schiffen aus Altona, Hamburg und Kopenhagen an. Als Handelsstädte bildeten sich vor allem Tönning und Husum heraus. 1621 wurde am Zusammenlauf von Treene und Eider am Rande der Stapelholm zudem Friedrichstadt gegründet. Ebenfalls im frühen 17. Jahrhundert begann eine Auswanderungswelle.
Konfessionell war Nordfriesland in der frühen Neuzeit nahezu einheitlich evangelisch-lutherisch geprägt. Bedeutenden Einfluss hatte insbesondere der Husumer Reformator Hermann Tast. Religiöse Minderheiten fanden sich ausschließlich auf Eiderstedt (Täufer/Mennoniten), Nordstrand (Katholiken) und im 1621 gegründeten Friedrichstadt (v. a. Remonstranten, Mennoniten, Katholiken und Juden). Zeitweise hatten auch schwärmerische oder pietistische Richtungen Bestand wie mit Anna Ovena Hoyer oder der sogenannten Bordelumer Rotte.

### Nordfriesland als Teil Preußens
Im Jahr 1864 wurde Schleswig-Holstein preußisch. Die Verwaltung an der Westküste nördlich der Eider gliederte sich in die Kreise Eiderstedt, Husum und Tondern. Die Auswanderung, vor allem in die Vereinigten Staaten, erreichte ihren Höhepunkt, so dass heute fast jede einheimische Familie Verwandte in den USA oder anderen Auswandererländern hat.

### Weimarer Republik
Nach dem Ersten Weltkrieg gab es im Jahr 1920 eine Volksabstimmung über die  Gebietszugehörigkeit der nördlichen und mittleren Teile Schleswigs, als deren Ergebnis der Kreis Tondern geteilt wurde und der nördliche Hauptteil zu Dänemark kam. Südtondern verblieb bei Schleswig-Holstein, ebenso wie der kleine nördliche Teil des Kreises Husum, in dem abgestimmt wurde.
Die Landvolkbewegung war prägend für das politische Klima Ende der 1920er Jahre.
Nordfriesland war wie das gesamte ländliche Schleswig-Holstein seit Beginn der 1930er Jahre eine Hochburg der NSDAP. Die Blut-und-Boden-Ideologie der Nationalsozialisten sprach die Landbevölkerung an. Bereits in den letzten freien Wahlen der Weimarer Republik erreichte die NSDAP hier weit überdurchschnittliche Wahlergebnisse.
| Wahl      | Südtondern | Husum | Eiderstedt | Schleswig-Holstein | Deutsches Reich |
| --------- | ---------- | ----- | ---------- | ------------------ | --------------- |
| 1930      | 25,3       | 36,8  | 34,0       | 27,0               | 18,3            |
| 1932 (I)  | 64,5       | 68,6  | 60,2       | 51,0               | 37,4            |
| 1932 (II) | 68,2       | 63,2  | 56,9       | 46,7               | 33,1            |
| 1933      | 73,5       | 68,5  | 63,2       | 53,3               | 43,9            |

### Zeit des Nationalsozialismus

#### Machtübernahme und Gleichschaltung
Die außerordentlich guten Wahlergebnisse der NSDAP setzten sich bei den Kommunalwahlen 1933 fort. In den Kreistagen Südtondern und Husum-Eiderstedt erreichte die Partei überwältigende Mehrheiten von mehr als 60 % der Stimmen. Ähnliche Ergebnisse erzielte sie in den meisten Gemeinden. Im Dorf Wittbek nahm Adolf Hitler laut Husumer Nachrichten die Ehrenbürgerschaft an, da das Dorf fünfmal hintereinander mit allen Stimmen für die NSDAP gestimmt hatte. Einzige nennenswerte Ausnahme bildete Tönning, in dem die NSDAP nur 3 von 15 Sitzen gewann und damit nicht über die Ergebnisse von SPD oder KPD hinauskam.
Innerhalb kurzer Zeit war dies jedoch bedeutungslos geworden. Die Gleichschaltung wirkte auch in Nordfriesland; nicht nur die kommunalen Vertretungen wurden entmachtet, sondern von der Kirche bis zu den Geflügelzüchtern sämtliche Verbände. Tatsächliche und vermeintliche Gegner des Regimes wurden aus ihren Ämtern vertrieben, öffentlich gedemütigt und nicht selten gefoltert oder in frühe Konzentrationslager gesteckt. Die Bevölkerung nahm die öffentlich stattfindenden Misshandlungen und Demütigungen bis auf wenige Ausnahmen gleichgültig bis enthusiastisch auf. Der Kreisbauernbund Südtondern beschloss beispielsweise auf seiner Generalversammlung im März 1933 die Resolution:

„Der Kreisbauernbund Südtondern steht mit heißer Liebe zur Reichsregierung Hitler. Er bittet, gegen Mordbrenner und Vaterlandsverräter sofort mit Todesstrafe vorzugehen.“

#### Minderheiten und Widerstand
Die Einstellung der Nationalsozialisten zu den Friesen war von Instrumentalisierung geprägt. Einerseits waren sich alle Rassekundler einig, dass die Friesen „urgermanisch“ und ein „lebendiger Kraftquell nordischer Haltung und nordischen Wollens“ seien: Friesenhäuser wurden Mode weit über Friesland hinaus, die Nazis förderten unverfängliche Bräuche wie das Biikebrennen. Filme wie der 1933 gedrehte Schimmelreiter glorifizierten das Friesentum. Andererseits wurde jeglicher Versuch, die tatsächliche friesische Kultur aufrechtzuerhalten, bekämpft. Unterricht in friesischer Sprache wurde massiv eingeschränkt; nur der Hinweis auf die politische Konkurrenz der Dänenfriesen verhinderte, dass er ganz abgeschafft wurde. Kontakte zu den Friesen in den Niederlanden wurden massiv behindert.
Die kleine dänische Minderheit selbst wurde mit einer Politik der Nadelstiche bearbeitet. Sie profitierte von der ideologischen Begeisterung des Nationalsozialismus für „nordische Rassen“, so dass ihre Organisationen legal blieben; sie selbst von HJ und Arbeitsdienst freigestellt waren. Allerdings mussten sie für ein System, mit dem sie nichts verband, in den Krieg ziehen. Die Gruppe selbst musste mit zahlreichen Behinderungen, Schikanen und Abwerbungsversuchen leben, so dass die Zahl der organisierten Dänen nach 1933 stark abnahm.
In den nordfriesischen Kreisen lebten vor 1933 etwa 60 Juden, gut die Hälfte davon in Friedrichstadt. Die Stadt war seit ihrer Gründung Ort besonderer Toleranz. Zahlreiche Juden fuhren aber in den Ferien in die Gegend, einige besaßen auch Saison-Geschäfte auf den nordfriesischen Inseln. Auch hier wurden Geschäfte boykottiert, im Laufe der Zeit „arisiert“ und den Juden schrittweise sämtliche Rechte aberkannt. 1934 beschloss die Bade- und Stadtverwaltung Westerland, keine Juden mehr aufzunehmen. Auf Föhr wurden nach der Reichspogromnacht Schulklassen an den Hafen geführt, um jüdische Kinder zu bespucken, die von der Insel gewiesen wurden.
Während der Reichspogromnacht legten SA-Männer in der Friedrichstädter Synagoge Feuer und zündeten einen Sprengsatz. Die Juden der Stadt wurden verhaftet, teilweise ins KZ Sachsenhausen verfrachtet. Ein größerer Teil der nordfriesischen Juden suchte Schutz in der anonymeren Großstadt Hamburg, viele von ihnen wurden in den folgenden Jahren in Konzentrationslagern ermordet. In Friedrichstadt, das einst mit 500 Mitgliedern eine der größten jüdischen Gemeinden Dänemarks beherbergt hatte, lebt 2005 kein einziger Jude.
Widerstand fand nur sehr vereinzelt statt. Einzelne Männer wie der friesische Funktionär und das ehemalige DVP-Mitglied Julius Momsen lehnten den Nationalsozialismus konsequent ab. Der friesische Dichter Jens Emil Mungard begrüßte zunächst die Machtergreifung der Nazis, wandte sich im Laufe der Zeit aber immer stärker ab und starb 1940 im KZ Sachsenhausen. Die Bekennende Kirche war im Kreis aktiv, beschränkte ihre Aktionen aber größtenteils darauf, eine gewisse kirchliche Autonomie zu erhalten. In ihrer Hochburg, der Missionsanstalt in Breklum, konnten einige Juden über die Zeit des Nationalsozialismus gerettet werden. Vereinzelter kommunistischer Widerstand war 1934/1935 durch eine Gruppe in Friedrichstadt oder durch Hein Kommunist (Heinrich Carstensen) in Husum waren kurzzeitig aktiv, spätestens 1936 war das kommunistische und sozialdemokratische Lager in Nordfriesland zerschlagen.

#### Festung Sylt und Friesenwall

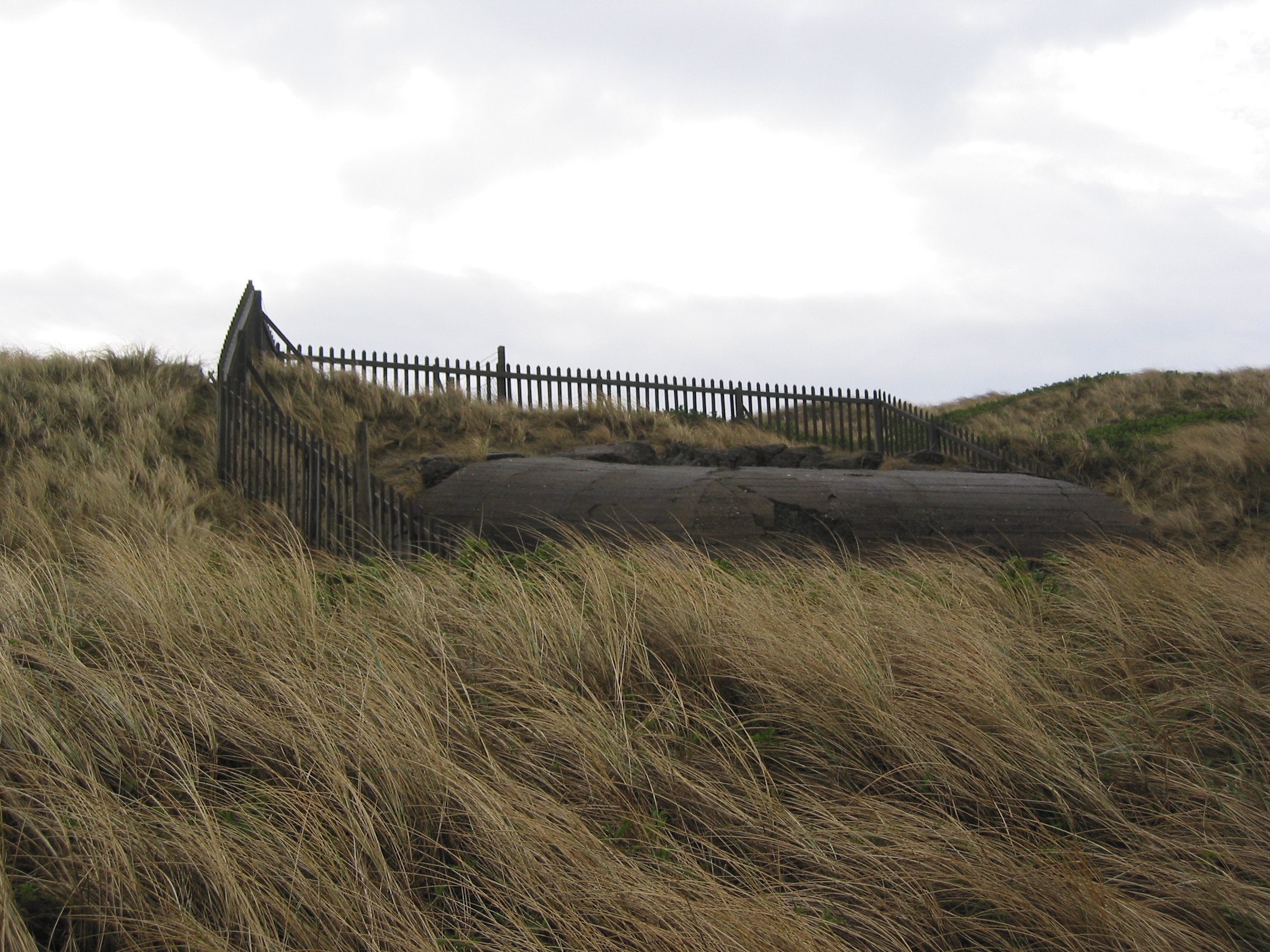
Reste eines Bunkers in den Sylter Dünen am Westerländer Strand

Mit großem Propagandaaufwand nahm die NS-Führung große Landgewinnungsprojekte in Angriff. Bis 1939 schufen die Arbeiter acht Köge mit 4.000 Hektar, darunter nationalsozialistische „Mustersiedlungen“ wie den Hermann-Göring-Koog (heute: Tümlauer-Koog) oder den Horst-Wessel-Koog (heute: Norderheverkoog). Die Arbeiten fanden absichtlich mit einfachsten Mitteln statt, um so den Bedarf an Handarbeit und Arbeitskräften künstlich zu erhöhen.
Sylt als nördlichster Punkt Deutschlands und der Deutschen Bucht, von Hitler auch als nördlichste „Speerspitze“ des Deutschen Reiches angesehen, spielte eine relevante Rolle bei der Kriegsplanung. Nach der Machtergreifung wurde die Insel massiv als Flughafen und Festung ausgebaut, zahlreiche Bunker und Geschütze in die Inseldünen gegraben. Das Rantumbecken wurde als Landeplatz für Flugboote angelegt. Die Einwohnerzahl von List stieg von 1933 bis 1939 von 449 auf 2.870, die von Hörnum stieg von einer zweistelligen Zahl auf 1.519. Sylt war deshalb auch der einzige Ort in Nordfriesland, der während des Krieges größeren Luftangriffen britischer Bomberverbände ausgesetzt war und auch gewisse Zerstörungen an Zivilbauten erlitt.
Ende 1944 ließ die NS-Führung in ihrer Angst vor einer Invasion über die Nordsee den Friesenwall errichten. 25.000 Mann sollten hier eine mehrfache Panzer- und Invasionssperre errichten. Teilweise Jugendliche, Volkssturm und Reichswehreinheiten, größtenteils aber KZ-Gefangene und Kriegsgefangene mussten im Dauerregen mit primitiven Mitteln zehn bis zwölf Stunden täglich sieben Tage die Woche den schweren und nassen Kleiboden bewegen. Innerhalb der wenigen Wochen der Unternehmung arbeiteten sich so etwa 600 Häftlinge im KZ Ladelund und in Schwesing, zwei Außenlagern des KZ Neuengamme, zu Tode. Der Wall blieb aufgrund des schnell zusammenbrechenden Deutschen Reichs unvollendet und militärisch nutzlos.

### Seit 1945
Im Rahmen der Kreisreform in Schleswig-Holstein wurden am 26. April 1970 die drei Kreise Eiderstedt, Husum und Südtondern (bis auf sechs Gemeinden) sowie drei Gemeinden des Kreises Schleswig zum neuen „Kreis Nordfriesland“ mit Sitz in Husum vereinigt.

## Kulturelle Identität Nordfrieslands

### Menschen und Meer

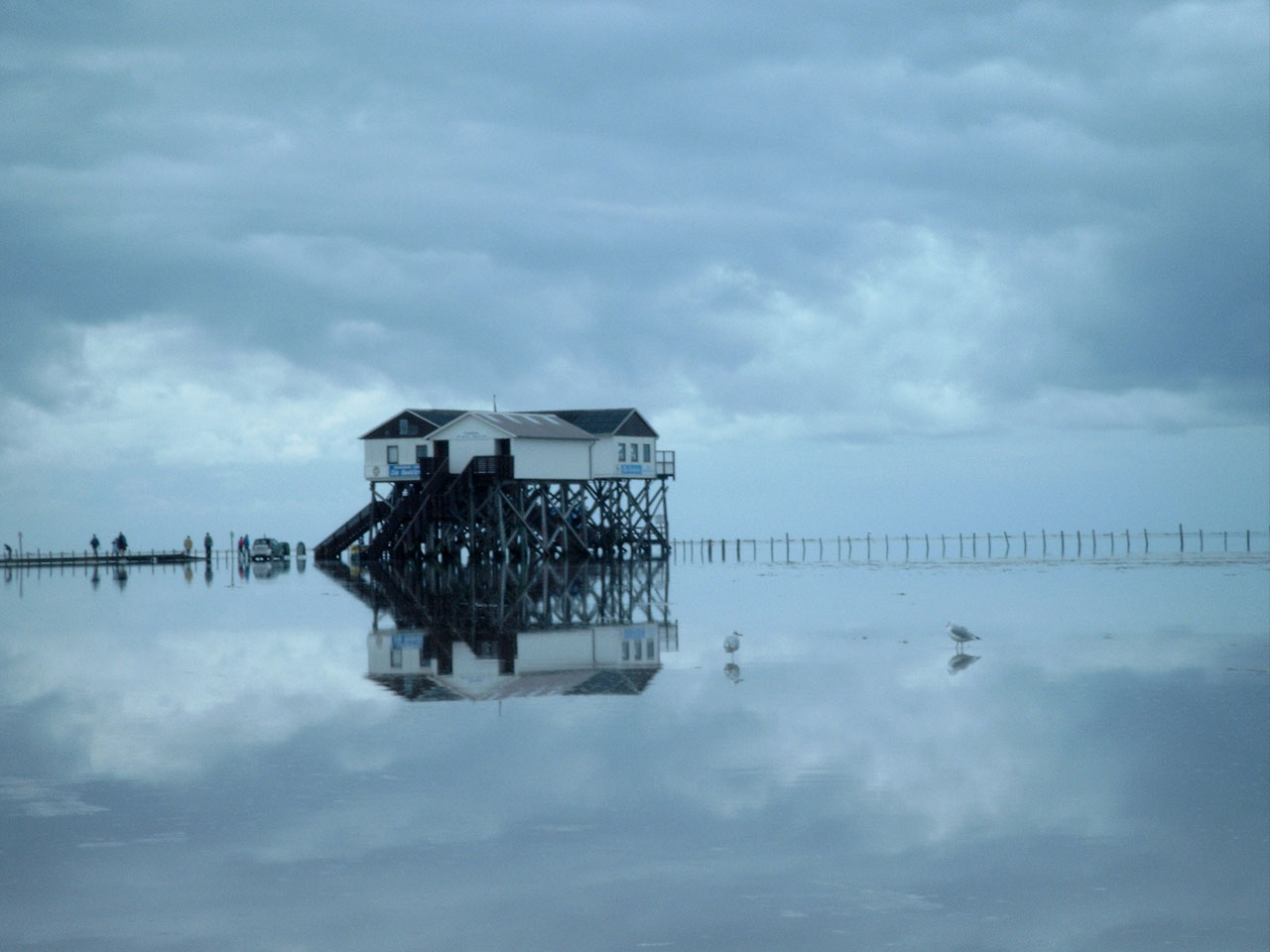
Pfahlbau am Strand St. Peter-Ordings

Nordfriesland wurde seit seiner Besiedlung von der Nordsee geprägt: die Küstenlinie befindet sich in stetiger Bewegung, der jetzige Zustand ist nur ein Zwischenstand: die See zerstörte Land und verwandelte es in Watt; oft mit katastrophalen Folgen für die Bewohner. Die Menschen versuchten sich und ihr Land zu schützen, seit dem 14. Jahrhundert betreiben sie gezielt Landgewinnung. Das Gebiet der nordfriesischen Küste unterliegt einer Transgression; tendenziell läuft derzeit die Entwicklung darauf hinaus, dass immer mehr Küstenland ans Meer verloren geht – anders beispielsweise als im südlich gelegenen Dithmarschen. Die nordfriesischen Inseln und Halligen waren alle ursprünglich Teil des Festlands. Pellworm und Nordstrand sind die Reste der alten Insel Strand, die während zweier Sturmfluten 1325 und 1634 erst teilweise zerstört und dann in zwei Teile gerissen wurde. Die Festlandsküste besteht aber aus 171 Kögen: sowohl Eiderstedt als auch Dagebüll, Klanxbüll waren bis in die Frühe Neuzeit hinein Inseln und Halligen, die erst durch menschliche Einwirkungen zu Festland wurden. Das Zusammenspiel von Mensch und Nordsee äußert sich im friesischen Wahlspruch: Gott schuf das Meer. Der Friese die Küste.

#### Sturmfluten
Mehrere große Sturmfluten sorgten für zehntausende Tote und veränderten die Küstenlandschaft tiefgreifend. Bei der Zweiten Marcellusflut (Grote Mandränke) 1362 verschwanden weite Landstriche dauerhaft im Meer, die Stadt Rungholt ging unter.

#### Landgewinnung

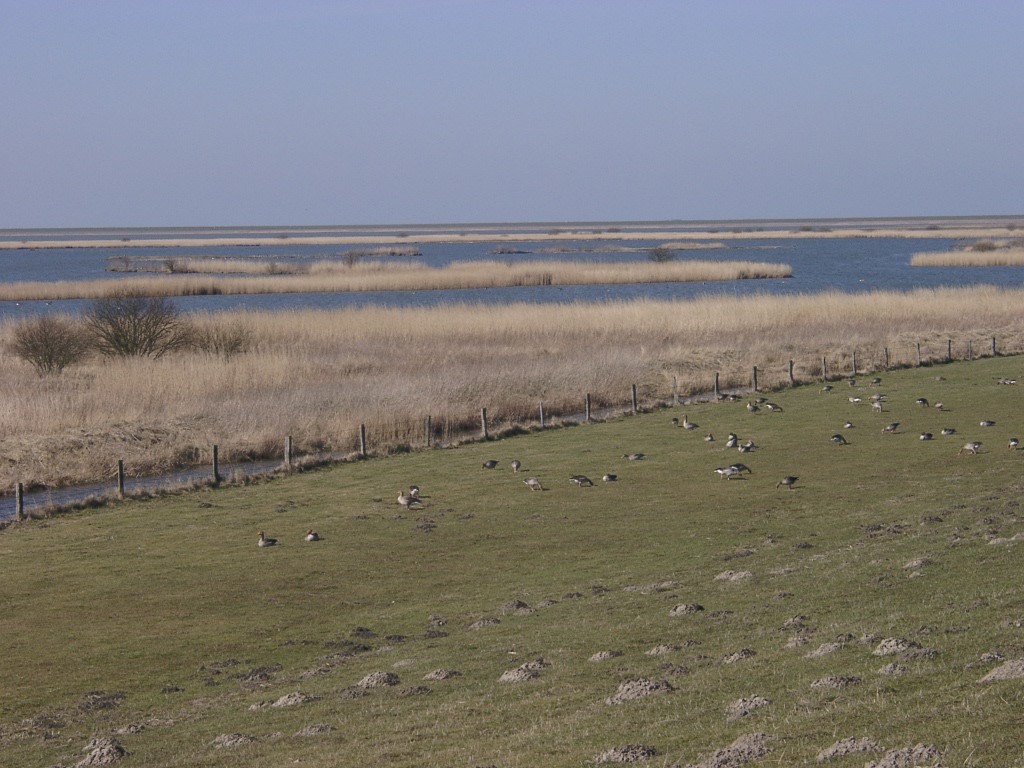
Im Beltringharder Koog, dem jüngsten Koog Nordfrieslands

Beschränkte sich der Kampf der Menschen gegen das Meer, zuerst sich durch Warften, später Ringdeiche und später lange Deichlinien an der Küste zu schützen, begann mit der Zweiten Marcellusflut die offensive Eindeichung und Neulandgewinnung im Wattenmeer. Zuerst waren allein die Bewohner angrenzender Harden für den neuen Deich zuständig und konnten das Land besetzen. Nachdem Alt-Nordstrand in der Burchardiflut weitgehend zerstört war, fehlten den Bewohnern Kraft und Mittel, wenigstens die Reste der Insel zu retten. Erst als der Gottorfer Herzog in einem Oktroy Deichbauern aus den Niederlanden das Land und weitgehende Freiheitsrechte überließ, konnte das heutige Nordstrand gesichert werden. Später dehnten die Gottorfer Herzöge und später dänischen Könige das Oktroy-System aus und nutzten es auch zur Neulandgewinnung – am prominentesten durch die diversen Köge, die der dänische Adlige und Bänker Jean Henri Desmercières eindeichen ließ.
Der letzte schleswig-holsteinische Koog, der der Landgewinnung zur Besiedlung diente, war der 1954 fertig eingedeichte Friedrich-Wilhelm-Lübke-Koog. Spätere Köge wie der Hauke-Haien-Koog oder der Beltringharder Koog (Deichschluss 1987) dienten dem Küstenschutz und konnten erst nach heftigen Auseinandersetzung mit Naturschützern gewonnen werden. Sie sind unbesiedelt.

### Sprachliche Vielfalt
Trotz insgesamt neun verschiedener friesischer Dialekte bildete Nordfriesland eine kulturelle Einheit. Prägend für Land und Leute ist die Nordsee, deren Sturmfluten die Menschen bedrohte und deren Möglichkeiten zur Seefahrt das Leben der Menschen bestimmte.
Die besondere kulturelle Vielfalt Nordfrieslands spiegelt sich auch in den Sprachen wider. Neben dem erwähnten zu den Friesischen Sprachen gehörenden Nordfriesisch wird Standarddeutsch, Plattdeutsch (oder Niederdeutsch), Sønderjysk (teilweise als dänischer Dialekt, teilweise als Regionalsprache beschrieben, vom Plattdeutschen beeinflusst, beinhaltet auch ältere nordischen Formen) und Dänisch (Standarddänisch meist in Form des Sydslesvigdansk) gesprochen. So findet man unter dem Friesenwappen unterschiedlich den Spruch: "Lewer duad us Slav" oder auch "Liewer düd as Slaw" (Lieber Tod als Sklave).
Die nordfriesischen Dialekte werden zum Teil noch auf den Inseln und auf dem nördlichen Festland gesprochen. In vielen Bereichen ist das Nordfriesische jedoch vom Nieder- und Hochdeutschen abgelöst worden. Das Eiderstedter und Strander Friesisch sind seit der frühen Neuzeit ausgestorben. Dennoch besitzt die Anwendung und Pflege des Nordfriesischen in der Region einen hohen Stellenwert und wird von mehreren friesischen Vereinen und dem Nordfriisk Instituut unterstützt. Dazu gehört auch das Singen nordfriesischer Lieder. Das Nordfriisk Instituut arbeitet wissenschaftlich mit der nordfriesischen Sprache, Geschichte und Kultur, veröffentlicht regelmäßig Fachliteratur und veröffentlicht die Zeitschrift Nordfriesland. Heute sprechen noch etwa 10.000 Menschen einen der nordfriesischen Dialekte. In diesem Zusammenhang brachten die Bahnunternehmen an einzelnen Stationen vor einigen Jahren zusätzliche Bahnhofsschilder mit dem friesischen Ortsnamen an.
Dänisch wurde in Form des Sønderjysk historisch vor allem auf der Geest nördlich einer Linie Husum-Schwabstedt (Mellemslesvigsk) sowie im Norden Sylts gesprochen. Zum Teil gab es auch Ortschaften, in denen sowohl Friesisch als auch Sønderjysk gesprochen wurden. Wie das Friesische ist jedoch auch das Sønderjysk im Verlauf der Neuzeit vom Nieder- und Hochdeutschen abgelöst worden. Heute wird Sønderjysk noch in Grenznähe im nördlichen Nordfriesland gesprochen. Unter der dänischen Minderheit hat sich zudem eine von der norddeutschen Umgangssprache beeinflusste Varietät des Hochdänischen herausgebildet, die als Südschleswigdänisch bezeichnet wird. Der Erhalt der dänischen Sprache in Nordfriesland wird unter anderem durch die Kulturarbeit des Sydslesvigsk Forening und mehrere dänische Schulen und Kindertagesstätten des Dänischen Schulvereins gefördert.

### Vielfalt in der Kunst

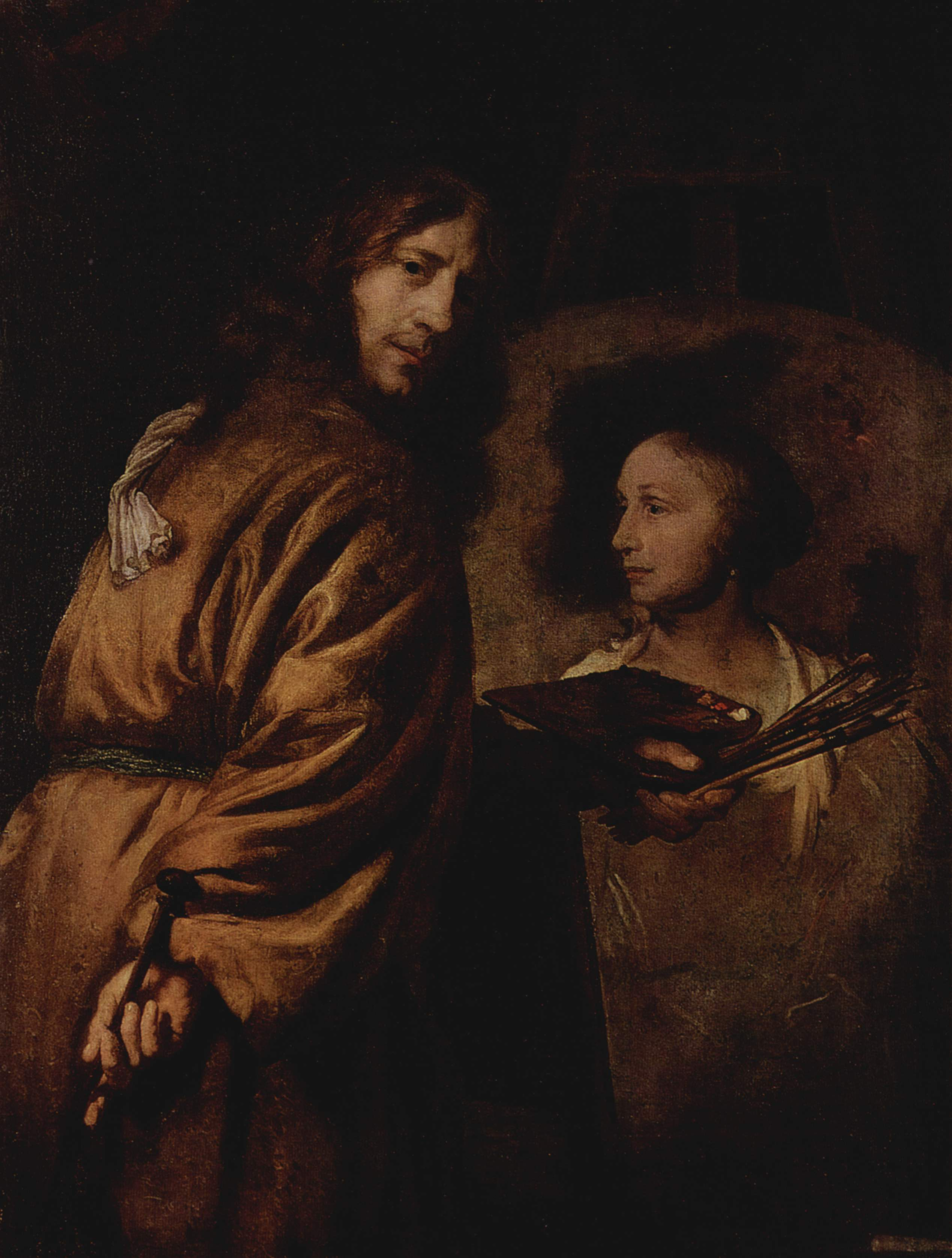
Jürgen Ovens: Selbstporträt vor Staffelei

Zu den bedeutenden Künstlern Nordfrieslands zählen der Kunstmaler Jürgen Ovens und der Komponist und Orgelvirtuose Nicolaus Bruhns. Im 19. und frühen 20. Jahrhundert stammte eine gewisse Anzahl bedeutender Künstler und Wissenschaftler aus der Gegend. Als identitätsprägend für die Landschaft gelten die Gemälde von Hans Peter Feddersen und Emil Nolde und insbesondere die Erzählungen Theodor Storms, hier vor allem Der Schimmelreiter. Aus Nordfriesland stammten noch der Soziologe Ferdinand Tönnies, der Historiker Theodor Mommsen und der Pädagoge Friedrich Paulsen.

### Architektonische Besonderheiten

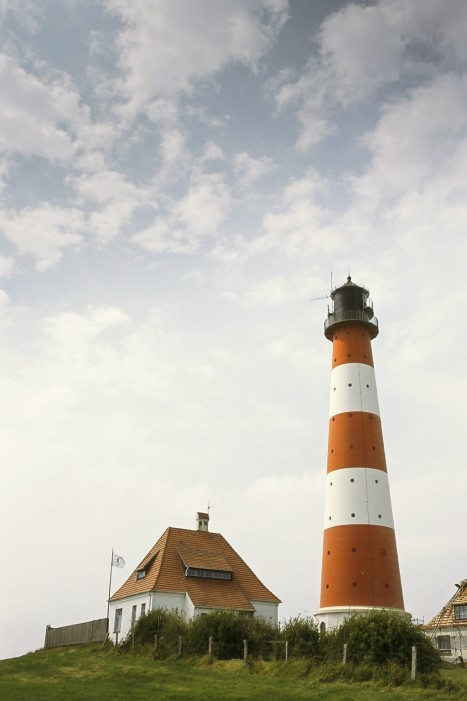
Leuchtturm Westerheversand in weniger typischer Aufnahme. Rechts des Bildes befindet sich ein weiteres Häuschen.

Architektonisch repräsentative Profanbauten gab und gibt es vor allem in den Städten Husum, Tönning und Garding. Eindrucksvoll ist beispielsweise das Schloss vor Husum. Zerstört wurde das Tönninger Schloss nach dem Nordischen Krieg.
Im Bereich der Architektur prägten in den meisten Fällen die See und die Landwirtschaft sowohl Baustil als auch -form. So befinden sich im Kreisgebiet zahlreiche Leuchttürme (u. a. der bekannte Leuchtturm Westerheversand). In den Dörfern auf dem Land folgte die Architektur eher einem für die Landwirtschaft notwendigen funktionalistischem Vorbild. Hier lassen sich entsprechend den unterschiedlichen Landschaftsräumen das Geesthardenhaus und das Uthlandfriesische Haus unterscheiden; das älteste, zum erstgenannten Typ zählende, noch erhaltene ist das 1617 erbaute Haus Olesen auf Föhr. Die Eiderstedter übernahmen im 17. Jahrhundert von den niederländischen Einwanderern das Gulfhaus, das auf Eiderstedt zum Haubarg weiterentwickelt wurde. Ebenfalls mit den Einwanderern verbreiteten sich zahlreiche Holländermühlen. Das außerhalb des eigentlichen friesischen Siedlungsgebietes liegende Friedrichstadt wurde von Niederländern erbaut, so dass die Stadt eher einer holländischen als einer norddeutschen oder dänischen Stadt ähnelt.

### Bräuche
Nordfriesland ist bis heute durch identitätsstiftende kulturelle Bräuche geprägt. Einen besonderen Stellenwert genießt heute wieder das Biikebrennen, das jährlich am 21. Februar am Vorabend des Petritages begangen wird. Verbreitet sind auch das Rummelpottlaufen am Jahresende, das regional auch als Hulken (auf Amrum), Maskenlauf der Omtaakelten (auf Sylt) oder Ütj tu kenknin (auf Föhr) bekannt ist. In der Advents- und Weihnachtszeit wird traditionell ein Jöölboom (Friesenbaum) aufgestellt. Wie im angrenzenden norddeutschen und dänischen Raum ist auch in Nordfriesland das Ringreiten weit verbreitet. Besonders auf Eiderstedt werden noch das Boßeln und das Klotstockspringen praktiziert. Auf den Inseln, zum Beispiel Föhr und Amrum, ist insbesondere das Tragen von Trachten nach wie vor von hohem identitätsstiftenden Charakter. Hier gibt es auch noch die Tradition des Hualewjonken. Besonders für den Tourismus kommt es aber auch zu einer Folklorisierung des Friesentums, die auf Kritik stößt.
Einen Überblick über das Leben, den Alltag, die Sprache, Trachten und Bräuche der Inselfriesen gewährt das Carl-Haeberlin-Friesenmuseum in Wyk auf Föhr.

### Sagen
Aus dem nordfriesischen Raum sind mehrere Sagen überliefert. Eine bekannte Sagenfigur, die auch im übrigen Schleswig bekannt ist, ist Nis Puk. Eine Sagengestalt von Sylt ist Ekke Nekkepenn. Von den Inseln ist auch der Gonger als Wiedergängerfigur bekannt.

### Essen und Trinken
Fischgerichte haben in Nordfriesland eine lange Tradition. Nordseegarnelen, meist „Krabben“ genannt, zählen zu den Spezialitäten, haben aber teilweise lange Bearbeitungswege hinter sich. Zu den typischen Speisen gehört auch das Fleisch der Salzwiesenlämmer. Halligbrot ist ein herzhaftes Brot mit Krabben, Spiegelei und Halligbutter. „Föhrer Muscheln“ sind auf den Muschelbänken rund um Föhr geerntete Miesmuscheln, die jedoch auf dem Festland bei Dagebüll verarbeitet werden. Typische Süßspeisen sind Friesentorte – aus Blätterteig, Schlagsahne und Pflaumenmus zubereitet – und „Friesenwaffeln“ aus Mürbeteig.
Eine Anzahl alkoholischer Getränke ist in Nordfriesland beheimatet. Der Pharisäer ist ein Kaffeegetränk mit Rum mit einem Sahnehäubchen. Die Entsprechung mit Kakao statt Kaffee wird als Tote Tante bezeichnet. Beliebt sind Köm – im Norden Nordfrieslands „gelb“, im Süden „weiß“ – und der daraus hergestellte Teepunsch. Der Tee kam im 18. Jahrhundert nach Nordfriesland, als 1735 ein Schiff mit Teekisten bei Theeknobs vor Amrum strandete, wobei zu Beginn noch keine Kenntnis über die Zubereitungsart der Teeblätter bestand. Eine beliebte Variante des Grogs ist der Eiergrog, der ohne Zusatz von Eierlikör hergestellt wird.

## Bekannte Nordfriesen
- Der Maler Oluf Braren, 1787 in Oldsum auf der Insel Föhr geboren, war ein Vertreter der naiven Malerei.
- Christian Feddersen war der Begründer der friesischen Bewegung im 19. Jahrhundert.
- Peter Christian Grünberg, 1901 in Drelsdorf geboren, war ein Heimatforscher, Sprachforscher, Schriftsteller und Übersetzer.
- Der Maler Carl Ludwig Jessen, der im heutigen Niebüller Stadtteil Deezbüll geboren wurde, gilt als der Friesenmaler.
- Nis Albrecht Johannsen der Jüngere, aus Deezbüll stammender Dichter und Lehrer, setzte sich für die nordfriesische Sprache ein.
- James Krüss, geb. 1926 in Helgoland, ist ein deutscher Dichter und Schriftsteller (hat auch geschrieben unter den Pseudonymen Markus Polder und Felix Ritter)
- Theodor Mommsen, 1817 in Garding geboren, Träger des Nobelpreises für Literatur, ist der bedeutendste deutsche Altertumsforscher des 19. Jahrhunderts.
- Tycho Mommsen, 1819 in Garding geboren, war ein Altphilologe und Gymnasialdirektor.
- Hans Momsen, 1735 in Fahretoft geboren, war ein Mathematiker und Astronom.
- Jens Emil Mungard, ein das Sylter Friesisch pflegender Dichter, wurde in Keitum auf Sylt geboren.
- Der Maler Hans Peter Feddersen, der 1848 in Westerschnatebüll geboren wurde.
- Ludwig Nissen, 1855 in Husum geboren, Stifter des Ludwig-Nissen-Hauses, war ein nach New York ausgewanderter Diamantenhändler und Mäzen.
- Der Maler Emil Nolde (eigentlich Emil Hansen), dessen Biographie im heute zur Gemeinde Buhrkall gehörenden Nolde begann, nennt seinen Vater einen Nordfriesen. Er hat den längsten Lebensabschnitt in seiner friesischen Heimat in Seebüll nahe der Wiedau gelebt.
- Der Grafiker und Maler Ingwer Paulsen, der 1883 in Ellerbek geboren wurde. Seine Eltern stammten beide aus Nordfriesland und er lebte viele Jahrzehnte im heutigen Schobüll. Er gilt als der Radierer Nordfrieslands.
- Der Maler Albert Johannsen, der 1890 in Husum geboren wurde.
- Frederik Paulsen, Gründer von FERRING Pharmaceuticals und der Ferring-Stiftung.
- Friedrich Paulsen war ein deutscher Pädagoge und Philosoph.
- Friede Springer, geb. Elfriede Riewerts, 1942 in Oldsum auf der Insel Föhr geboren, ist eine deutsche Verlegerin und Witwe Axel Springers.
- Thomas Steensen, geboren 1951 in Bredstedt, leitete über drei Jahrzehnte das Nordfriisk Instituut und verfasste grundlegende Nordfriesland-Bücher.
- Theodor Storm ist der bekannteste Schriftsteller aus Nordfriesland, er wurde in Husum geboren.
- Ferdinand Tönnies, geboren in Oldenswort, war Mitbegründer der wissenschaftlichen Soziologie.
- Oskar Vogt, geboren in Husum, war einer der Pioniere der modernen Neurowissenschaften.